# Infantilní amnézie
Infantilní amnézie je neschopnost dítěte vědomě si vybavit cokoliv, co se událo před 4. rokem věku. Příčinou je fyziologická nezralost některých částí mozku, především hipokampu a prefrontální kůry. Souvisí s tím také jiné způsoby zpracovávání a ukládání informací. Infantilní amnézie, zvaná také dětská amnézie, je neschopnost dospělých oživit epizodické vzpomínky na konkrétní události – časy, místa, emoce a další kontextuální co, kdo, kdy a kde – před dosažením věku 2 až 4 let. Stejně tak pod pojem spadá i období před dosažením 10 let věku, z něhož si dospělí uchovají v paměti méně vzpomínek, než by se jinak dalo očekávat vzhledem k plynutí času.
Některé výzkumy ukázaly, že děti si mohou pamatovat události od 1 roku, ovšem s přibývajícím věkem vzpomínky slábnou. Psychologové se v definování věkového ohraničení dětské amnézie liší. Někteří definují jako období, ve kterém se oživují první vzpomínky, věk 3 až 4 roky. Období se ale může pohybovat i v rozmezí od 2 do 8 let.
Někteří odborníci říkají, že děti si mohou vybavovat autobiografické vzpomínky pouze z doby, v níž byly schopny užívat jazyk. Díky tomu, že vzpomínky bylo možné verbálně uchopit, si je mohly zapamatovat. Děti od 21 do 27 měsíců si byly schopny vybavit, kde jsou určité věci. Starší si pak vybavovaly jednotlivé události.
Při přemýšlení o dětské amnézii je zapotřebí vzít v úvahu změny v kódování, ukládání a vybavování si vzpomínek.
Některé další výzkumy ukazují rozdíly mezi pohlavím a kulturou, která se podílí na vývoji jazyka. O infantilní amnézii je zvláště důležité uvažovat ve vztahu k falešným vzpomínkám a vývoji mozku v raných létech. Navrhovanými vysvětleními dětské amnézie jsou Freudova teorie traumat, neurologický vývoj, vývoj kognitivního self, emocí a jazyka.

## Historie
O infantilní amnézii poprvé referovala psycholožka Caroline Miles ve svém článku A study of individual psychology, který byl zveřejněn v roce 1893 v časopisu American Journal of Psychology. O pět let později Henri a Henri zveřejnili průzkum, který ukázal, že nejranější vzpomínky se u většiny respondentů vyskytovaly mezi dvěma a čtyřmi lety věku.
Jeden z nejznámějších a nejkontroverznějších popisů a vysvětlení dětské amnézie představil v roce 1910 Sigmund Freud. S použitím psychoanalytické teorie postuloval, že časné životní události byly potlačovány kvůli jejich nevhodné sexuální povaze. Freud žádal své pacienty, aby si vybavili své nejranější vzpomínky, a zjistil, že pacienti měli problémy se zapamatováním si událostí z doby před 6-8 rokem života. Freud razil termín „infantilní“ nebo „dětská amnézie“ a diskutoval tento jev ve svém díle Tři pojednání k teorii sexuality.
V roce 1972 publikovali Campbell a Spear v Psychological Sciences vlivný přehled o dětské amnézii. Výzkum se zabýval pochopením tohoto tématu z hlediska neurologických a behaviorálních perspektiv na lidských a zvířecích modelech.

## Přístupné a nepřístupné vzpomínky
Množství časných vzpomínek z dětství, které si člověk dokáže vybavit, závisí na mnoha faktorech. A to včetně emocí spojených s událostí, věku v době zapamatování si události a věku, ve kterém byli lidé požádáni o vybavení si časných vzpomínek. Ačkoliv lidé předpokládají, že nevybavení si a raných vzpomínek znamená, že událost zapomněli, je tady rozdíl mezi dostupností (availability) a přístupností (accessibility). Dostupnost vzpomínek je myšlenka, že vzpomínka je neporušena a je v paměťovém úložišti. Přístupnost vzpomínek je určována okamžikem v čase, který si osoba snaží vyvolat z paměti. J. A. Usher a U. Neisser (1993) uvedli, že některé události, jako je narození sourozence či plánovaná hospitalizace, mohou být snadněji zapamatovatelné, pokud k nim došlo ve věku 2 let. Přesto data, která byla v jejich výzkumu sesbírána, nemusí svědčit o skutečné epizodické paměti. Je možné, že tyto zdánlivé vzpomínky jsou výsledkem kvalifikovaných odhadů, všeobecné znalosti o tom, co muselo být, nebo externí informace získané po dosažení věku 2 let.
Podle studie Westa a Bauera mají rané vzpomínky menší emocionální obsah než pozdější vzpomínky a jsou méně osobně smysluplné, jedinečné nebo intenzivní. Také se zdá, že se dřívější vzpomínky neliší v perspektivě. Nicméně, jisté životní události mohou mít za následek jasnější a dřívější vzpomínky. Dospělí snadněji vypátrají zapamatované vzpomínky osobní spíše než veřejné. To znamená, že si člověk bude spíše pamatovat okamžik, kdy dostal psa, než vzhled Halleyovy komety.

## Slábnoucí vzpomínky
Děti si mohou tvořit vzpomínky v mladším věku, než z jaké doby si v dospělosti mohou vzpomínky vyvolat. Zatímco účinnost kódování a ukládacích procesů umožňuje starším dětem pamatovat si víc, malé děti si mohou pamatovat akci sekvencí, objekty používané k jejich výrobě a pořadí, ve kterém k akcím docházelo. To naznačuje, že mají prekurzory potřebné k autobiografické paměti. Děti také vykazují schopnost neverbálně připomenout události, které nastaly předtím, než měly slovní zásobu k jejich popisu, zatímco dospělí ne. Tyto nálezy iniciovaly další výzkum o tom, kdy a proč lidé ztrácejí dříve přístupné vzpomínky.
Někteří výzkumníci říkají, že v raném věku děti ztrácejí schopnost vyvolat preverbální vzpomínky. Jedno vysvětlení proto tvrdí, že i po objevení jazykové znalosti, vzpomínky, které nebyly zakódovány verbálně, se v mysli ztratí. Tato teorie také vysvětluje, proč jsou rané vzpomínky mnoha jednotlivců tak roztříštěné – neverbální komponenty byly ztraceny. Nicméně, jedno zjištění naznačuje, že děti si v základním (elementary) věku pamatují větší množství přesných podrobností o událostech než děti v mladším věku a šesti- až devítileté děti mívají slovně přístupné vzpomínky z raného dětství. Tato zvýšená schopnost dětí vzpomenout si na své dětské období nezačne slábnout, až děti ve svém věku dosáhnou dvoumístných čísel. Ve věku 11 let děti vykazují úroveň dětské amnézie mladých dospělých. Toto zjištění může znamenat, že je zde nějaký aspekt adolescentního mozku nebo neurobiologické procesy dospívání, které se stanou výzvou pro rozvoj dětské amnézie.

## Zvířecí model
Fenomén dětské amnézie není specifický pouze pro člověka. V počátcích byl fenomén zkoumán na potkanech. Bylo zjištěno, že mladší potkani „zapomenou“ podmíněnou vyhýbací odpověď na šoky rychleji než starší potkani. Tyto poznatky také byly replikovány na řadě různých druhů s různými naučenými paradigmaty. Význam zvířecích modelů by neměl být podceňován, jelikož studie přinesly neurobiologické poznatky o dětské amnézii. Tyto poznatky by nebylo možné eticky získat z experimentů na lidech. Samozřejmě hlavní kritikou zvířecích modelů je argument, že vývoj a poznání se u lidí a zvířat ostře liší. Výzkumníci se to pokusili řešit tím, že vytvořili lhůty pro vývoj živočichů vyplývající ze změn v učení a paměti, vývoji mozku a hormonů.

## Individuální rozdíly
Paměť u lidí ovlivňuje mnoho faktorů, včetně pohlaví a kultury. Rozdíly v rané paměti mezi těmito skupinami nám mohou říci o možných příčinách a důsledcích dětské amnézie. Individuální rozdíly popsané níže nám říkají, že rozvíjející se rodičovské styly a důraz kulturní historie při výuce dětí mohou mít za následek vzpomínku na dřívější vzpomínky z dětství. To naznačuje, že dětská amnézie je modifikovaná o rodičovství a učební styly, a není tedy jen biologicky určena.

### Gender
Je-li nesoulad mezi pohlavími nalezen ve věku prvních vzpomínek, obvykle platí, že ženy mají dřívější vzpomínky než muži. To může být vysvětleno faktem, že matky mají obecně více rozvíjející se, hodnotící a emočně připomínající vztah s dcerami než se syny, což se ukázalo jako důsledek detailnějších vzpomínek z dětství. Tento fenomén platí i napříč různými kulturami. Ženy v různých kulturách vykazují tendenci mít informačně-hustší vzpomínky. Ženy mají také ve svých raných vzpomínkách tendenci odkazovat se na druhé spíše než na sebe. Na druhé straně muži se ve svých časných vzpomínkách zaměřují spíše na jejich individuální já. U mužů bylo také zjištěno častější zmiňování negativních vzpomínek. Protikladná studie však ukázala, že traumatické a přechodné události si pamatují spíše ženy, zatímco muži si vybavují okamžiky, které trávili hrou.

### Etnicita, kultura a společnost
MacDonald a ostatní zjistili, že u čínských participantů se první vzpomínky objevovaly později než u maorských participantů nebo respondentů z evropského Nového Zélandu (Pakehy). Tento efekt byl způsoben čínskými ženami, u nichž se první vzpomínky objevovaly průměrně v 6,1 letech. Liší se tak od obecných zjištění, kdy dřívější vzpomínky mají právě ženy a ne muži. Výzkumníci si tuto výjimku vysvětlují tím, že v čínské kultuře jsou mnohem více ceněni synové než dcery. Rodiče tak mohou mít složitější poměrové a emoční vztahy s chlapci.
Mezi americkými subjekty bylo zjištěno, že ženy černé pleti mají pozdější vzpomínky, než černí muži a bílé ženy. Ženy černé pleti mají také tendenci vykazovat nízký podíl osobní zkušenosti. Je možné, že rodiče v černošské americké kultuře při komunikaci s dcerami používají častěji direktiva.
Zjištění, že korejští jedinci si vybavují své vzpomínky z pozdějšího věku než američtí jedinci, přineslo původně myšlenku, že je tento fenomén způsoben kolektivistickou povahou asijských kultur. Ovšem nedostatek věkového rozdílu mezi čínskými muži a evropskými jednotlivci na Novém Zélandu tuto teorii zpochybňuje. Navíc v černošské americké populaci, které je považována za více kolektivistickou společnost, nebyly nalezeny pozdější první vzpomínky. Ovšem bylo prokázáno, že děti ze západních kultur líčí propracovanější, podrobnější a citové příběhy než děti z východních kultur.

## Zapomenuté vzpomínky
I když si dětské události nelze pamatovat epizodicky, lze ji je zapamatovat implicitně. To je nejdůležitější z hlediska emocionálních traumat. Dospělí si obecně vybaví události z 3 až 4 let. Ovšem u některých dospělých, kteří zažili traumatické dětství či byli zneužiti, se amnézie posune. Tito dospělí si nevybaví vzpomínky před 5. až 7. rokem. Může to být způsobeno tím, že stresující zážitky poraní paměťová centra a možná ztěžují vytvoření vzpomínek.

## Falešné vzpomínky
Velmi málo dospělých má vzpomínky z doby před 2,5. rokem života. Ti, kteří je mají, obvykle nepoznají rozdíl mezi osobním zapamatováním si události a jednoduchými vědomostmi o této události, které pochází z jiných zdrojů. Tedy například je rozdíl, jestli si pamatujeme, že jsme jako malí ulovili rybu, nebo nám o této události vyprávěla rodina a my si v důsledku toho mysleli, že si tuto událost pamatujeme sami. Události z doby před dosažením 10 let jsou relativně snadno správně zapamatovatelné, zatímco vzpomínky před dosažením 2 let jsou častěji zmatené falešnými obrazy a vzpomínkami. Studie ukázaly, že lidé s větší pravděpodobností budou věřit, že se nějaká událost z dětství, kterou si pouze představili, skutečně stala ve srovnání s událostmi, které si nepředstavovali. Dále se také ukázalo, že lidé, kterým byla ukázána zfalšovaná fotografie jich samých v dětských letech a s ní se pojila nějaká událost, ke které ovšem nikdy reálně nedošlo, si vytvářeli falešné vzpomínky o této události. Z toho důvodu není vhodné využívat vzpomínek na fyzické a sexuální zneužívání z doby před 2. rokem života při soudním řízení.

## Možná vysvětlení

### Freudova teorie traumatu
Freud se infantilní amnézií zabýval ve svém díle Tři pojednání k teorii sexuality. Jeho teorie říká, že dětská amnézie je výsledkem pokusu mysli o potlačení vzpomínek na traumatické události, k nimž došlo v psychosexuálním vývoji každého dítěte. To pravděpodobně vedlo k potlačení většiny vzpomínek z prvních let života, kdy byly podle Freuda děti posedlé poznáváním své sexuality. Kolem období 6 až 12 let je sexualita zdánlivě uspána. Dítě se v té době soustředí na školu. Dřívější zážitky jsou potlačeny infantilní amnézií. Právě k těmto zážitkům se snaží vrátit psychoanalytická léčba, aby s nimi mohla dále pracovat. Freud sám tuto teorii opustil.
Freudova teorie byla kritizována za využívání nepřímých důkazů namísto vědeckého výzkumu. Zkoumání účinků emocionálních traumat v souvislosti s dětskou amnézií ukazuje, že stresující zážitky narušují paměť a může dojít k poškození centrální části paměťového systému, jako je hipokampus a amygdala. Dospělí, kteří byli v dětství zneužiti nebo traumatizováni, ukazují také značné problémy s vizuální, obrazovou a obličejovou pamětí ve srovnání s netraumatizovanými jedinci.

### Emoce
Amygdala a hipokampus jsou obecně nezávislé. Amygdala se týká především emocí a emocionálního obsahu paměti a hipokampus autobiografických vzpomínek. Ovšem emoce a amygdala hrají roli v kódování paměti, která je obvykle spojena s hipokampem. Výzkum zjistil, že pozdější vzpomínky na dětství mají více výrokový a emocionální obsah než dřívější vzpomínky a jsou hodnoceny jako mnohem smysluplnější a živější. Toto, tedy rozdíl v emocích, by mohlo být vysvětlením dětské amnézie.
Různé nálezy ukázaly, že události jako hospitalizace a narození sourozence jsou spojeny s posunem dětské amnézie do dřívějšího věku, což může být způsobeno tím, že události jsou lépe citově zapamatovatelné. Nicméně jiné emocionální událost jako například smrt člena v rodině nemusely žádný posun způsobit. Možná proto, že pro dítě nebyly tak významné.

### Neurologické vysvětlení
Jedním z možných vysvětlení pro dětskou amnézii je nedostatečný neurologický vývoj mozku kojence. Ten zabraňuje tvorbě dlouhodobé nebo autobiografické paměti. Hipokampus a prefrontální kortex, dvě důležité struktury v neuroanatomii paměti, dozrávají až kolem 3 nebo 4 let. Tyto struktury jsou spojeny s tvorbou autobiografické paměti.

### Neurobiologické vysvětlení
Výzkum nervových substrátů infantilní amnézie za použití zvířecích modelů ukázal, že hlavní inhibiční neurotransmiter, gama-amino kyselina máselná (GABA), se může podílet na regulaci vyhledávání infantilních vzpomínek u dospělých. Vědci předpokládali, že zvýšená aktivita GABA ve vývoji má vliv na vzpomínání si v pozdějším věku. GABA pomáhá při zapomínání vzpomínek na dětství spojených se strachem. Zajímavé je, že psychiatrické léky, které zvyšují expresi GABA, mají na svědomí anterográdní amnézii.

### Vývojové vysvětlení
Existuje myšlenka, že na kódování a ukládání předčasných vzpomínek, má vliv vývoj kognitivního self, tedy sebe sama. Jak batolata rostou, rozvíjejí si povědomí o sobě. Uvědomují si, že jsou osoby s jedinečnými a určujícími charakteristikami a mají individuální myšlenky a pocity. Jakmile získají povědomí o sobě, mohou začít s organizováním autobiografických zkušeností a udržet si tak vzpomínky na minulé události.

### Jazyk
Neúplný vývoj jazyka je u malých dětí považován za kritickou příčinu dětské amnézie. Malé děti ještě nemají potřebné jazykové schopnosti k zakódování autobiografických vzpomínek. Úkoly pro verbální i neverbální paměť ukázaly, že děti s pokročilejšími jazykovými schopnostmi vykazují vyšší neverbální paměť ve srovnání s dětmi méně jazykově pokročilými. Pokud děti nemají potřebné jazykové schopnosti, nemohou popsat vzpomínky z dětství, protože neznají slova, kterými by je mohly vysvětlit. Jazyk umožňuje dětem organizovat osobní minulé a současné zkušenosti a sdílet je s ostatními. Tato výměna dialogů umožňuje dětem vědomí vlastní minulosti a povzbuzuje je k úvahám o vlastním já.